# Myrsine mocquerysii
Myrsine mocquerysii är en viveväxtart som beskrevs av A. Dc. Myrsine mocquerysii ingår i släktet Myrsine och familjen viveväxter. Inga underarter finns listade i Catalogue of Life.